# Logical Methods in Computer Science
Logical Methods in Computer Science est une revue scientifique en libre accès à évaluation par les pairs, couvrant des thèmes en informatique théorique et en logique. Elle a été créée en  2005. Le rédacteur en chef est Lars Birkedal, de l'université d'Aarhus. La revue est publiée sous la forme d'une superposition du CoRR (« Computing Research Repository »), c'est-à-dire la partie informatique d'arXiv. Ceci garantit la pérennité des publications.

## Thèmes
Les thèmes couverts par le journal sont notamment :
- Analyse de programmes et contrôle de types
- Automates et logique
- Calculabilité et logique
- Complexité des preuves
- Déduction automatique
- Développement et spécification de programmes
- Logique des programmes
- Logique et algorithmes
- Logique et complexité
- Logique et jeux
- Logique et probabilité
- Logique inductive et apprentissage
- Logique pour la représentation des connaissances
- Logiques modales et temporelles
- Mathématiques formalisées
- Méthodes algébriques
- Méthodes co-algebriques
- Modèles catégoriques et logiques
- Programmation fonctionnelle et lambda calcul
- Programmation logique
- Programmation par contraintes
- Raisonnement révisable
- Raisonnement sur les actions et la planification
- Réécriture de termes et logique équationnelle
- Satisfaisabilité
- Sécurité
- Sémantique des langages de programmation
- Sujets émergents : Systèmes informatiques en biologie
- Sujets émergents : Calcul quantique et logique
- Systèmes cyber-physiques
- Systèmes temps réel et hybrides
- Théorie de la concurrence
- Théorie des bases de données
- Théorie des domaines
- Théorie des modèles finis
- Théorie des types et mathématiques constructives
- Vérification assistée par ordinateur
- Vérification interactive des preuves

## Résumés et indexation
Le journal est répertorié dans  Current Contents/Engineering, Computing & Technology, Mathematical Reviews, Science Citation Index, Scopus, DBLP et Zentralblatt MATH. D'après le  Journal Citation Reports, la revue a en 2016 un facteur d'impact de 0,661 ; le même facteur d'impact est donné par Journal Impact.